# Carrhotus barbatus
Carrhotus barbatus es una especie de araña saltarina del género Carrhotus, de la familia Salticidae, orden Araneae. Fue descrita por Karsch en 1880.
Se distribuye por Asia: Filipinas. Fue publicada en Arachnologische Blätter (Decas I). Zeitschrift Für Die Gesammten Naturwissenschaften, Dritte Folge 5: 373-409, Pl., 12.